# 夏期限定トロピカルパフェ事件
『夏期限定トロピカルパフェ事件』（かきげんていトロピカルパフェじけん）は2006年に創元推理文庫から刊行された米澤穂信の推理小説。

## 概要
〈小市民〉シリーズの第2弾。前作より時系列が1年経過し、小市民を目指す主人公・常悟朗と小佐内の高校2年の夏休みの出来事が描かれ、この2作目で小鳩・小山内コンビの転換期を迎える。このことに関し著者は「“小市民”のモットーは自意識過剰で思い上がりであることを書かないわけにはいかない」と語っている。
『ミステリーズ! 』vol.13,14に順次掲載された短編2つを各章として組み込む形で収録している。連作短編形式でありながらも、各一編が一つの章となった長編作としても構成されているのは前作同様である。

## あらすじ
中学の苦い思い出から「小市民」になることを共通の目標に掲げた常悟朗と小佐内。船戸高校に入学してから1年経った高校2年の夏休み。小佐内とは互恵関係でありながらあくまで関係は学校内に終始していた常悟朗だったが、突如小佐内に誘われ、〈小佐内スイーツセレクション・夏〉と称して地図と共にリストされた菓子店巡りをすることに。だが、〈小佐内スイーツセレクション・夏〉を制覇しようとする中、健吾が私事で追っていた不良グループに小佐内が誘拐される事件が発生してしまう。
序章 まるで綿菓子のよう
1学期の期末考査を控えた7月、縁日の祭りに足を運んだ常悟朗は、狐の面を被った小佐内と遭遇する。常悟朗は「顔を会わせたくない人がいる」小佐内に付き添い歩くことに。その道中、常悟朗は小佐内がその人物の顔を見たいのだと真意を悟る。
第一章 シャルロットだけはぼくのもの
初出：『ミステリーズ!』vol.13
〈小佐内スイーツセレクション・夏〉に誘われた翌日、家から出られなくなった小佐内に第10位〈ジェフベック〉のマンゴープリン2つとシャルロット4つを買うように頼まれた常悟朗。シャルロットは店にある3つしか買えなかったものの、お使いを済ませ小佐内のマンションを訪れた常悟朗は、小佐内が電話で席を外している間、彼女に2つ与えようと考えていたシャルロットに手をつけ、シャルロットの予想外の美味しさに驚嘆する。シャルロットをもう1つ欲した常悟朗は、小佐内にシャルロットが最初から2つしかなかったと思わせるため、自分が3つ目のシャルロットを食べた痕跡の抹消を図り、小佐内との駆け引きを演じる。
第二章 シェイク・ハーフ
初出：『ミステリーズ!』vol.14
シャルロットの一件以降、〈小佐内スイーツセレクション・夏〉に付き合わざるを得なくなった常悟朗は、「フローズンすいか」を提供する第7位〈ベリーベリー三夜通り店〉で待ち合わせる前に寄った駅前のハンバーガー店で健吾と出会う。健吾は川俣かすみという後輩の女性の頼みで、不良グループに引き込まれた船戸高生の姉を抜けさせるため、そのグループを見張っていた。途中、二手に別れたグループを追おうと席を立った健吾は常悟朗にしばらく見張りを頼み何かあったときの連絡先を記したメモを残す。しかしメモには「半」の字だけしか書かれていなかった。
第三章 激辛大盛
上位3つの店を残すのみとなった〈小佐内スイーツセレクション・夏〉。店を巡る予定の無い一日に家で文庫本を読み耽っていた常悟朗は、突然健吾から「泣き言を聞かせる」とタンメンを食べに誘われる。ラーメン屋〈金竜〉で注文した健吾薦めのタンメン激辛大盛を待つ間、健吾は不良グループに引き込まれた川俣さなえの説得に当たったが、グループのリーダー・石和馳美への恐怖から抜けたくても抜けられないさなえを前に無力だったこと、それでも会いにいったら「邪魔だ」と突き返されたことを吐露するのだった。
第四章 おいで、キャンディーをあげる
〈小佐内スイーツセレクション・夏〉の第3位である〈むらまつや〉のりんごあめが販売される「三夜通りまつり」に行くため、小佐内のマンションで待ち合わせをすることになった常悟朗。外出した小佐内を彼女の母親と共に待っていたところ、小佐内を誘拐したという電話が入り、身代金として500万円が要求される。小佐内を連れ去ったのは石和率いる不良グループ。小佐内の母が警察に通報し、何も出来ずにいる常悟朗が小佐内のマンションから去った中、常悟朗の携帯に小佐内から「りんごあめ4つとカヌレ1つを買ってほしい」と使いを頼むメールが届く。それが小佐内のSOSだと気付いた常悟朗は健吾の助力を借りながら小佐内救出に奔走する。
終章 スイート・メモリー
小佐内誘拐事件が終結してから2日後、〈セシリア〉で〈小佐内スイーツセレクション・夏〉第1位に選ばれたトロピカルパフェを食べに行った常悟朗と小佐内。二人が互いにパフェを口に運んでいく中、常悟朗はこれまでの経緯で気付いた誘拐事件の裏側を語っていく。しかし真相は常悟朗の推理すらも上回っていた。

### 事件の真相
一連の誘拐（正確には略取）事件、偶然と結論付けるには不自然なそれまでの小佐内の行動から、常悟朗は彼女が自身の誘拐を予期していたことを導き出す。その対策として、どこに連れ去られても常悟朗が助けられるように仕向ける手段こそが〈小佐内スイーツセレクション・夏〉だった。だが、解けたと思われた小佐内の行動の真意が腑に落ちず、さらに「小佐内を信じ」て考えた常悟朗は、グループ内にいた小佐内の内通者の存在に気づき、内通者によって事件を搖動したと推理する。しかし、小佐内の語る真相は、内通者が川俣さなえであること、石和ら不良グループは誘拐こそしたものの、身代金目的に仕立てたのはさなえを利用した小佐内自身であることだった。
小佐内が石和らの罪状ランクアップ案を採ったのは復讐以外にも、自分に危害を加えようとする石和を遠ざけたいという恐怖からだった。常悟朗が真相を知った事を境に「小市民」を目指している自分達の言葉が嘘だと突き付けられる形となった常悟朗と小佐内は、方法論として一緒に行動することに限界を感じ、二人は互恵関係を解消することとなった。

## 登場人物
「声」はテレビアニメ版『小市民シリーズ』での担当声優。
小鳩 常悟朗
声 - 梅田修一朗
船戸高校2年生。周りの謎を解きたがる本性をひた隠し小市民を目指すが、自身の意思如何に関わらず、謎解きに首を突っ込んでしまう。
小佐内 ゆき
声 - 羊宮妃那
船戸高校2年生。復讐を好む本性を伏せながら常悟朗と互恵関係を結び、小市民を目指す。
堂島 健吾
声 - 古川慎
船戸高校2年生。新聞部。常悟朗とは小学校時代の同級生で、小市民となる以前の常悟朗を知っているが、現在の彼のスタンスには否定的。義侠心に厚く、（本人は口で否定はしているが）恋人である川俣かすみに頼まれ、不良グループに引き込まれたかすみの姉・さなえの足を洗おうと奔走している。
石和 馳美（）
声 - 河瀬茉希
合法ドラッグに手を染める女子だけの不良グループのリーダー格。常悟朗と小佐内と同じ鷹羽中学出身で、その当時よりドラッグに手を染めていたが、中学3年の頃にグループ共々補導された。キレたら誰にも手がつけられない攻撃的かつ凶暴な危険人物で、暴力を以て相手に危害を加えることも厭わず、暴力による恐怖でメンバーを縛り付けている。
川俣（） さなえ
声 - 小山内怜央
船戸高校2年生。健吾の彼女のかすみの姉で、中学時代に石和率いるドラッググループを警察に通報した張本人として石和に目を付けられ、無理矢理グループに引き込まれてしまう。そうした経緯から、石和にはかなりの恐怖心を抱いている。